# Escadron d'appui aérien 2/21 Oranie

L'escadron d'appui aérien 2/21 Oranie est une ancienne unité de chasse de l'armée de l'air française, rattachée à la 21e escadre de chasse qui a été basée en Algérie et à Madagascar.

## Bases
- BA 141 Oran (1er février 1962 au 1er février 1964)
- BA181 Ivato (1er février 1964 au 1er janvier 1973)

## Appareils
- Douglas AD-4N Skyraider